# 69. Berlini Nemzetközi Filmfesztivál
Az 69. Berlini Nemzetközi Filmfesztivál 2019. február 7. és 17. között került megrendezésre, a nyitófilm Lone Scherfigtől The Kindness of Strangers, míg a zárófilm Nadav Lapidtól a Synonymes volt. Utóbbi film nyerte az Arany Medve díjat is. A fesztivál zsűrielnöke Juliette Binoche francia színésznő volt.

## Zsűri
Az alábbi emberek voltak a fesztivál zsűrijének tagjai:

### Filmek
- Juliette Binoche, francia színésznő - Zsűrielnök
- Justin Chang, amerikai újságíró és filmkritikus
- Sandra Hüller, német színésznő
- Sebastián Lelio, chilei filmrendező és forgatókönyvíró
- Rajendra Roy, a new yorki Modern Művészeti Múzeum amerikai vezető kurátora
- Trudie Styler, brit színésznő, producer és filmrendező

### Elsőfilmes produkciók
- Katja Eichinger, német újságíró, író és filmproducer[5]
- Alain Gomis, francia filmkészítő
- Vivian Qu, kínai filmkészítő és producer

### Dokumentumfilmek
- Maria Bonsanti, olasz művészeti rendező és az Eurodoc program rendezője[5]
- Gregory Nava, amerikai filmrendező, forgatókönyvíró és producer
- Maria Ramos, brazíl filmrendező

### Nemzetközi filmek
- Jeffrey Bowers, amerikai kurátor[6]
- Vanja Kaludjercic, horvát programozó és a MUBI beszerzési igazgatója
- Koyo Kouoh, kameruni művész, kurátor és a RAW Material Company művészeti vezetője

## Versenyben lévő filmek
Az alábbi filmek voltak versenyben az Arany Medve- és az Ezüst Medve-díjakért:
| Magyar cím                            | Eredeti cím                           | Rendező                | Ország                                                                                               |
| ------------------------------------- | ------------------------------------- | ---------------------- | --- |
| Isten kegyelméből                     | Grâce à dieu                          | François Ozon          | Franciaország                                                                                        |
| Elisa és Marcela                      | Elisa y Marcela                       | Isabel Coixet          | Spanyolország                                                                                        |
| Szellemvárosi antológia               | Répertoire des villes disparues       | Denis Côté             | Kanada                                                                                               |
| Isten létezik, és Petrunijának hívják | Господ постои, името ѝ е Петрунија    | Teona Strugar Mitevska | Belgium, Horvátország, Franciaország, Észak-Macedónia, Szlovénia                                     |
| Az Arany Kesztyű                      | Der Goldene Handschuh                 | Fatih Akın             | Franciaország, Németország                                                                           |
| Der Boden unter den Füßen             | Der Boden unter den Füßen             | Marie Kreutzer         | Ausztria                                                                                             |
| The Kindness of Strangers (nyitófilm) | The Kindness of Strangers (nyitófilm) | Lone Scherfig          | Kanada, Dánia, Franciaország, Németország, Svédország, Egyesült Királyság, Amerikai Egyesült Államok |
| Ich war zuhause, aber                 | Ich war zuhause, aber                 | Angela Schanelec       | Németország, Szerbia                                                                                 |
| Mr Jones                              | Mr Jones                              | Agnieszka Holland      | Lengyelország, Ukrajna, Egyesült Királyság                                                           |
| Öndög                                 | Öndög                                 | Wang Quan'an           | Kína                                                                                                 |
| Lótolvajok                            | Ut og stjæle hester                   | Hans Petter Moland     | Dánia, Norvégia, Svédország                                                                          |
| Ragadozók                             | La paranza dei bambini                | Claudio Giovannesi     | Olaszország                                                                                          |
| Di jiu tianchang                      | 地久天長                              | Wang Xiaoshuai         | Kína                                                                                                 |
| Synonymes                             | Synonymes                             | Nadav Lapid            | Franciaország, Németország, Izrael                                                                   |
| Kontroll nélkül                       | Systemsprenger                        | Nora Fingscheidt       | Németország                                                                                          |
| Kiz Kardesler                         | Kız Kardeşler                         | Emin Alper             | Németország, Görögország, Hollandia, Törökország                                                     |

### Versenyen kívül
A fesztiválon az alábbi filmeket vetítették versenyen kívül:
| Magyar cím                                          | Eredeti cím       | Rendező       | Ország                                                        |
| --------------------------------------------------- | ----------------- | ------------- | ------------------------------------------------------------- |
| Aretha Franklin: Amazing Grace - A szeretet hangján | Amazing Grace     | Alan Elliott  | Amerikai Egyesült Államok                                     |
| L'adieu à la nuit                                   | L'adieu à la nuit | André Téchiné | Franciaország, Németország                                    |
| Marighella                                          | Marighella        | Wagner Moura  | Brazília                                                      |
| Az ügynöknő                                         | The Operative     | Yuval Adler   | Franciaország, Németország, Izrael, Amerikai Egyesült Államok |
| Varda by Agnès                                      | Varda by Agnès    | Agnès Varda   | Franciaország                                                 |
| Alelnök                                             | Vice              | Adam McKay    | Amerikai Egyesült Államok                                     |

### Panorama
Az alábbi filmeket vetítették a fesztivál Panorama szekciójában:
| Magyar cím                                       | Eredeti cím                                      | Rendező                              | Ország                                                                  |
| ------------------------------------------------ | ------------------------------------------------ | ------------------------------------ | ----------------------------------------------------------------------- |
| 37 másodperc                                     | 37秒                                             | Hikari                               | Japán                                                                   |
| Kislota                                          | Кислота                                          | Alexander Gorchilin                  | Oroszország                                                             |
| All My Loving                                    | Geschwister                                      | Edward Berger                        | Németország                                                             |
| Der Atem                                         | Der Atem                                         | Uli M Schueppel                      | Németország                                                             |
| Breve historia del planeta verde                 | Breve historia del planeta verde                 | Santiago Loza                        | Argentína, Brazília, Németország, Spanyolország                         |
| Buoyancy                                         | Buoyancy                                         | Rodd Rathjen                         | Ausztrália                                                              |
| Love Trilogy: Chained                            | עינויים שלי                                      | Yaron Shani                          | Izrael, Németország                                                     |
| Dafne                                            | Dafne                                            | Federico Bondi                       | Olaszország                                                             |
| Hayom Sheachrey Lechti                           | היום שאחרי לאחת                                  | Nimrod Eldar                         | Izrael                                                                  |
| Divino Amor                                      | Divino Amor                                      | Gabriel Mascaro                      | Brazília, Chile, Dánia, Norvégia, Svédország, Uruguay                   |
| A Dog Barking at the Moon                        | 再见南屏晚钟                                     | Xiang Zi                             | Kína, Spanyolország                                                     |
| Los miembros de la familia                       | Los miembros de la familia                       | Mateo Bendesky                       | Argentína                                                               |
| Flatland                                         | Flatland                                         | Jenna Bass                           | Dél-Afrika, Németország, Luxemburg                                      |
| Flesh Out                                        | Flesh Out                                        | Michela Occhipinti                   | Olaszország                                                             |
| Ördögi csapda                                    | Greta                                            | Armando Praça                        | Brazília                                                                |
| Hellhole                                         | Hellhole                                         | Bas Devos                            | Belgium, Hollandia                                                      |
| Holy Beasts                                      | La fiera y la fiesta                             | Laura Amelia Guzmán, Israel Cárdenas | Dominikai Köztársaság, Argentína, Mexikó                                |
| Woosang                                          | 우상                                             | Lee Su-jin                           | Dél-Korea                                                               |
| Jessica Forever                                  | Jessica Forever                                  | Caroline Poggi, Jonathan Vinel       | Franciaország                                                           |
| Életem fénye                                     | Light of My Life                                 | Casey Affleck                        | Amerikai Egyesült Államok                                               |
| A gördeszkások                                   | Mid90s                                           | Jonah Hill                           | Amerikai Egyesült Államok                                               |
| Midnight Traveler                                | Midnight Traveler                                | Hassan Fazili                        | Kanada, Katar, Egyesült Királyság, Amerikai Egyesült Államok            |
| To thávma tis thálassas ton Sargassón            | To thávma tis thálassas ton Sargassón            | Syllas Tzoumerkas                    | Németország, Görögország, Hollandia, Svédország                         |
| Monos                                            | Monos                                            | Alejandro Landes                     | Argentína, Kolumbia, Dánia, Németország, Hollandia, Svédország, Uruguay |
| O Beautiful Night                                | O Beautiful Night                                | Xaver Xylophon                       | Németország                                                             |
| Feng zhong you duo yu zuo de yun                 | 风中有朵雨做的云                                 | Lou Ye                               | Kína                                                                    |
| Skin                                             | Skin                                             | Guy Nattiv                           | Amerikai Egyesült Államok                                               |
| Szuvenír                                         | The Souvenir                                     | Joanna Hogg                          | Egyesült Királyság, Amerikai Egyesült Államok                           |
| Staff Only                                       | Staff Only                                       | Neus Ballús                          | Franciaország, Spanyolország                                            |
| Šavovi                                           | Šavovi                                           | Miroslav Terzić                      | Bosznia-Hercegovina, Horvátország, Szerbia, Szlovénia                   |
| Temblores                                        | Temblores                                        | Jayro Bustamante                     | Franciaország, Guatemala, Luxemburg                                     |
| Panorama Dokumente                               |                                                  |                                      |                                                                         |
| Schönheit & Vergänglichkeit                      | Schönheit & Vergänglichkeit                      | Annekatrin Hendel                    | Németország                                                             |
| A Dog Called Money                               | A Dog Called Money                               | Seamus Murphy                        | Írország, Egyesült Királyság                                            |
| Lemebel                                          | Lemebel                                          | Joanna Reposi Garibaldi              | Chile, Kolumbia                                                         |
| Normal                                           | Normal                                           | Adele Tulli                          | Olaszország, Svédország                                                 |
| La Arrancada                                     | La Arrancada                                     | Aldemar Matias                       | Brazília, Kuba, Franciaország                                           |
| Searching Eva                                    | Searching Eva                                    | Pia Hellenthal                       | Németország                                                             |
| Selfie                                           | Selfie                                           | Agostino Ferrente                    | Franciaország, Olaszország                                              |
| Serendipity                                      | Serendipity                                      | Prune Nourry                         | Amerikai Egyesült Államok                                               |
| Shooting the Mafia                               | Shooting the Mafia                               | Kim Longinotto                       | Írország, Egyesült Királyság                                            |
| Système K                                        | Système K                                        | Renaud Barret                        | Franciaország                                                           |
| Talking About Trees                              | Talking About Trees                              | Suhaib Gasmelbari                    | Csád, Franciaország, Németország, Katar, Szudán                         |
| Estou Me Guardando Para Quando O Carnaval Chegar | Estou Me Guardando Para Quando O Carnaval Chegar | Marcelo Gomes                        | Brazília                                                                |
| Western Arabs                                    | Western Arabs                                    | Omar Shargawi                        | Dánia, Hollandia                                                        |
| What She Said: The Art of Pauline Kael           | What She Said: The Art of Pauline Kael           | Rob Garver                           | Amerikai Egyesült Államok                                               |

### Berlinale Special
Az alábbi filmeket vetítették a fesztivál Berlinale Special szekciójában:
| Magyar cím                                          | Eredeti cím                                         | Rendező                                                  | Ország                                        |
| --------------------------------------------------- | --------------------------------------------------- | -------------------------------------------------------- | --------------------------------------------- |
| Anthropocene: The Human Epoch                       | Anthropocene: The Human Epoch                       | Jennifer Baichwal, Nicholas de Pencier, Edward Burtynsky | Kanada                                        |
| A fiú, aki befogta a szelet                         | The Boy Who Harnessed the Wind                      | Chiwetel Ejiofor                                         | Egyesült Királyság                            |
| Brecht                                              | Brecht                                              | Heinrich Breloer                                         | Ausztria, Németország, Csehország             |
| Észak                                               | El Norte                                            | Gregory Nava                                             | Egyesült Királyság, Amerikai Egyesült Államok |
| Gully Boy                                           | Gully Boy                                           | Zoya Akhtar                                              | India                                         |
| Es hätte schlimmer kommen können – Mario Adorf      | Es hätte schlimmer kommen können – Mario Adorf      | Dominik Wessely                                          | Németország                                   |
| Lampenfieber                                        | Lampenfieber                                        | Alice Agneskirchner                                      | Németország                                   |
| Peter Lindbergh – Women Stories                     | Peter Lindbergh – Women Stories                     | Jean Michel Vecchiet                                     | Németország                                   |
| A fénykép                                           | Photograph                                          | Ritesh Batra                                             | Németország, India, Amerikai Egyesült Államok |
| Watergate                                           | Watergate                                           | Charles Ferguson                                         | Amerikai Egyesült Államok                     |
| Szerelemre kattintva                                | Celle que vous croyez                               | Safy Nebbou                                              | Franciaország                                 |
| Weil du nur einmal lebst – Die Toten Hosen auf Tour | Weil du nur einmal lebst – Die Toten Hosen auf Tour | Cordula Kablitz-Post                                     | Németország                                   |

### Rövidfilmek
Az alábbi produkciókat vetítették a fesztivál rövidfilmes felhozatalában:
| Magyar cím                                | Eredeti cím                               | Rendező                           | Ország                                      |
| ----------------------------------------- | ----------------------------------------- | --------------------------------- | ------------------------------------------- |
| All on a Mardi Gras Day                   | All on a Mardi Gras Day                   | Michal Pietrzyk                   | Amerikai Egyesült Államok                   |
| Al Mahatta (versenyen kívül)              | Al Mahatta (versenyen kívül)              | Eltayeb Mahdi                     | Szudán                                      |
| Blue Boy                                  | Blue Boy                                  | Manuel Abramovich                 | Argentína, Németország                      |
| Can't You See Them? - Repeat.             | Can't You See Them? - Repeat.             | Clarissa Thieme                   | Németország, Bosznia-Hercegovina            |
| Crvene gumene čizme (versenyen kívül)     | Crvene gumene čizme (versenyen kívül)     | Jasmila Žbanić                    | Bosznia-Hercegovina                         |
| Entropia                                  | Entropia                                  | Buda Flóra Anna                   | Magyarország                                |
| Flexible Bodies                           | Flexible Bodies                           | Louis Fried                       | Németország                                 |
| Héctor                                    | Héctor                                    | Victoria Giesen Carvajal          | Chile                                       |
| How to Breathe in Kern County             | How to Breathe in Kern County             | Chris Filippone                   | Amerikai Egyesült Államok                   |
| It has to be lived once and dreamed twice | It has to be lived once and dreamed twice | Rainer Kohlberger                 | Németország, Ausztria                       |
| Kingdom                                   | Kingdom                                   | Tan Wei Keong                     | Szingapúr                                   |
| Leyenda dorada                            | Leyenda dorada                            | Chema García Ibarra, Ion de Sosa  | Spanyolország                               |
| Lidérc úr                                 | Lidérc úr                                 | Tóth Luca                         | Magyarország, Franciaország                 |
| Mot Khu Dat Tot                           | Mot Khu Dat Tot                           | Pham Ngoc Lan                     | Vietnám                                     |
| Në Mes                                    | Në Mes                                    | Samir Karahoda                    | Koszovó                                     |
| Omarska                                   | Omarska                                   | Varun Sasindran                   | Franciaország                               |
| Past Perfect                              | Past Perfect                              | Jorge Jácome                      | Portugália                                  |
| Prendre feu                               | Prendre feu                               | Michaël Soyez                     | Franciaország                               |
| Rang Mahal                                | Rang Mahal                                | Prantik Basu                      | India                                       |
| Rise                                      | Rise                                      | Bárbara Wagner, Benjamin de Burca | Brazília, Kanada, Amerikai Egyesült Államok |
| Shakti                                    | Shakti                                    | Martín Rejtman                    | Argentína, Chile                            |
| The Spirit Keepers of Makuta'ay           | The Spirit Keepers of Makuta'ay           | Yen-Chao Lin                      | Kanada                                      |
| Splash                                    | Splash                                    | Shen Jie                          | Kína                                        |
| Suc de síndria                            | Suc de síndria                            | Irene Moray                       | Spanyolország                               |
| Umbra                                     | Umbra                                     | Florian Fischer, Johannes Krell   | Németország                                 |
| Welt an Bord                              | Welt an Bord                              | Eva Könnemann                     | Németország                                 |

## Győztesek
- Arany Medve: Synonymes (Nadav Lapid)
- Zsűri Nagydíja: Isten kegyelméből (François Ozon)
- Alfred Bauer-díj: Kontroll nélkül (Nora Fingscheidt)
- Ezüst Medve díj a legjobb rendezőnek: Angela Schanelec (Ich war zuhause, aber)
- Ezüst Medve díj a legjobb színésznőnek: Yong Mei (Di jiu tianchang)
- Ezüst Medve díj a legjobb színésznek: Wang Jingchun (Di jiu tianchang)
- Ezüst Medve díj a legjobb forgatókönyvnek: Maurizio Braucci, Claudio Giovannesi, Roberto Saviano (Ragadozók)
- Ezüst Medve díj a kiemelkedő művészi teljesítményért (operatőr): Rasmus Videbæk (Lótolvajok)
- Arany Medve díj a legjobb rövidfilmnek
  - Umbra (Florian Fischer, Johannes Krell)
- Panorama Publikumspreis, a Közönség-díj
  - 1. hely: 37 másodperc (Hikari)
  - 2. hely: Šavovi (Miroslav Terzić)
  - 3. hely: Buoyancy (Rodd Rathjen)
- Dokumentumfilmes Panorama-díj
  - 1. hely: Talking About Trees (Suhaib Gasmelbari)
  - 2. hely: Midnight Traveler (Hassan Fazili, Emelie Mahdavian)
  - 3. hely: Shooting the Mafia (Kim Longinotto)
- Generation 14Plus
  - Kristály Medve-díj a legjobb filmnek: Hölmö nuori sydän (Selma Vilhunen)
    - Tiszteletbeli említés: Wî â Ritoru Zonbîzu (Makoto Nagahisa)

  - Kristály Medve-díj a legjobb rövidfilmnek: Tattoo (Farhad Delaram)
    - Tiszteletbeli említés: Four Quartets (Marco Alessi)
- Generation KPlus
  - A nemzetközi zsűri díja a legjobb filmnek: Beolsae (Kim Bo-ra)
    - Tiszteletbeli említés: Bulbul Can Sing (Rima Das)

  - A nemzetközi zsűri különdíja a legjobb rövidfilmnek: Liberty (Faren Humes)
    - Tiszteletbeli említés: Soeurs Jarariju (Jorge Cadena)
- Teddy-díj
  - Legjobb egész estés film: Breve historia del planeta verde (Santiago Loza)
  - Legjobb dokumentumfilm: Lemebel (Joanna Reposi Garibaldi)
  - Legjobb rövidfilm: Entropia (Buda Flóra Anna)
  - A zsűri különdíja: A Dog Barking at the Moon (Xiang Zi)
  - Speciális Teddy-díj: Falk Richter
  - TEDDY olvsdói díj (a QUEER.DE közreműködésével): Breve historia del planeta verde (Santiago Loza)
- FIPRESCI-díj
  - Versenyben lévő filmek: Synonymes (Nadav Lapid)
  - Panorama: Dafne (Federico Bondi)
  - Forum: Die Kinder der Toten (Kelly Copper, Pavol Liska)
- Ökumenikus Zsűri díja
  - Versenyben lévő filmek: Isten létezik, és Petrunijának hívják (Teona Strugar Mitevska)
  - Panorama: Buoyancy (Rodd Rathjen)
    - Tiszteletbeli említés: Midnight Traveler (Hassan Fazili, Emelie Mahdavian)

  - Forum: Erde (Nikolaus Geyrhalter)
- CICAE Művészmozik díja
  - Panorama: 37 másodperc (HIKARI)
  - Forum: Nos défaites (Jean-Gabriel Périot)
- Berliner Morgenpost olvasói zsűri díja
  - Kontroll nélkül (Nora Fingscheidt)
- Tagesspiegel olvasói zsűri díja
  - Szörnyetegek (Marius Olteanu)
- Céhes Filmdíj
  - Isten létezik, és Petrunijának hívják (Teona Strugar Mitevska)
- Caligari filmdíj
  - Heimat ist ein Raum aus Zeit (Thomas Heise)
- Heiner Carow-díj
  - Schönheit & Vergänglichkeit (Annekatrin Hendel)
- Compass-Perspektive-díj
  - Born in Evin (Maryam Zaree)
- Kompagnon-Fellowship
  - Perspektive Deutsches Kino: To Be Continued (Julian Pörksen)
  - Berlinale Talents: Transit Times (Ana-Felicia Scutelnicu)
- ARTEKino nemzetközi díj
  - A Responsible Adult (Shira Geffen)
- Eurimages kooprodukciós fejlesztési díj
  - Avalon PC (Alcarràs)
- VFF Talent Highlight-díj
  - Vincenzo Cavallo (Bufis)
- Az Amnesty International filmdíja
  - Espero tua (Re)volta (Eliza Capai)
- Label Europa Cinemas
  - Šavovi (Miroslav Terzić)
- Filmes békedíj
  - Espero tua (Re)volta (Eliza Capai)
    - Tiszteletbeli említés:
      - Système K (Renaud Barret)
      - Midnight Traveler (Hassan Fazili, Emelie Mahdavian)

## Fordítás
- Ez a szócikk részben vagy egészben  a(z)   69th Berlin International Film Festival című angol Wikipédia-szócikk fordításán alapul.  Az eredeti cikk szerkesztőit annak laptörténete sorolja fel. Ez a jelzés csupán a megfogalmazás eredetét és a szerzői jogokat jelzi, nem szolgál a cikkben szereplő információk forrásmegjelöléseként.